# Comisión de Arbitraje, Quejas y Deontología del Periodismo
La Comisión de Arbitraje, Quejas y Deontología del Periodismo es el órgano de autocontrol de la profesión periodística en España. Actúa como autoridad moral, otorgada explícitamente por las asociaciones de la prensa y los periodistas en ellas afiliados, garantizando así el cumplimiento del Código Deontológico de la Federación, aprobado el 27 de noviembre de 1993.

## Historia
La comisión se constituyó en 2004 con el objetivo de favorecer y promover el arbitraje, la mediación y el entendimiento. En julio de 2011, bajo la presidencia en la FAPE de Elsa González, se creó la Fundación de la Comisión de Arbitraje, Quejas y Deontología del Periodismo, dando continuidad al trabajo previo de la comisión. La finalidad principal es la de velar por la libertad de información en el ejercicio profesional del periodismo y por el derecho de los ciudadanos a recibir informaciones veraces y opiniones éticas, salvaguardando el respeto de los derechos fundamentales.
A instancias de esta Fundación se promovió la adhesión de diferentes medios de comunicación a la Comisión. El protocolo creado al efecto ha sido firmado, hasta el momento, por más de medio centenar de empresas periodísticas, desde agencias de información hasta grandes grupos de comunicación, pasando por medios digitales, revistas, radios y televisiones de medios nacionales, autonómicos y provinciales, públicos y privados.

## Principios
Los principios de actuación y organización de la Comisión se recogen en el artículo 24 de los estatutos de la FAPE:
Artículo 24: La Comisión de Quejas y Deontología tiene como objeto conocer y resolver las cuestiones de deontología y ética periodísticas, conforme a su propio reglamento, por iniciativa propia o a petición de la propia Federación o de cualquier ciudadano. Sus integrantes serán nombrados por la Asamblea General de la FAPE, a propuesta de la Junta Directiva, en la forma y número que reglamentariamente se determine, entre personalidades pertenecientes al periodismo, al derecho, al mundo académico o a otras actividades relevantes de la vida social. La Comisión de Quejas y Deontología funcionará con plena independencia y autonomía competencial y de funciones, y será dotada económicamente tanto por la propia Federación como a través de la colaboración económica de instituciones y organizaciones que sean invitadas a dicha colaboración por la Federación.

## Miembros
En la actualidad, la Comisión de Arbitraje, Quejas y Deontología del Periodismo está integrada por 13 miembros:
- Fernando González Urbaneja (presidente)
- Luis Martí Mingarro (vicepresidente)
- Isabel Gonzalo Hernando (vicepresidenta)
- Carmen Pérez de Armiñán García-Fresca (secretaria)
- Hugo Aznar Gómez (vocal)
- Marisa Ciriza Coscolín (vocal)
- José Manuel Fernández Ruiz (vocal)
- Milagros Pérez Oliva (vocal)
- Javier Rivera Sar (vocal)
- Felipe Sahagún (vocal)
- Ramón Salaverría (vocal)
- Gabriel Sánchez (vocal)
- Gerardo Viada (vocal)

## Medios adheridos
Entre los medios que se adhirieron al anuncio de la fundación estaban Agencia EFE, Europa Press, Noticias de La Rioja, Diario Jaén, El Progreso de Lugo, El Adelantado de Segovia, Mundo Cristiano, Lainformacion.com, Elacueducto.com, y otros.  Llegaron a adherirse más de medio centenar.